# Menudo es mi padre (TV-serie)
Menudo es mi padre var et spansk sitcom, der blev sendt på Antena 3 i Spanien fra 15. april 1996 til 14. januar 1998. Serien kørte i 62 afsnit, spredt ud over tre sæsoner.

## Handling
Juan Carrasco, en spansk taxachauffør (El Fary), hans kone Lola (Kiti Mánver) og parrets børn, Juanvi (Daniel Guzmán og Borja Elgea), Jorge (Julián González) og Martha (Olga Molina), finder ud af at Juan har et barn fra før sit ægteskab, den svenske Vicky (Sandra Wahlbeck), som var resultatet af et ferieforhold. Derudover optræder Juans mor Felisa (Lola Lemos) og indehaverne af den lokale bar, Antonio (Miguel Rellán) og Rosi (María Garralón). Da Lola dør en pludselig død, gifter Juan sig igen, denne gang med bikarakteren Ángeles (Gloria Muñoz).

### Medvirkende
- El Fary : Juan Carrasco "Fary"
- Kiti Manver : Lola
- Miguel Rellán : Antonio
- Julián González : Jorge Carrasco
- Lola Lemos : Felisa
- Olga Molina : Marta Carrasco
- Rafael Castejón : Hugo
- Elena Fernandez : Sonia
- Daniel Guzmán / Borja Elgea : Juan Vicente "Juanvi" Carrasco
- Cesáreo Estébanez : Fælder
- María Garralón : Rosi
- Joan Llaneras : Amadeo
- María Adánez / Alicia Bogo : Maya
- Saturnino García : Vidal sporvogn
- Blas Moya : Pepote
- Sandra Wahlbeck : Vicky
- Gloria Muñoz : Carmen
- María Casal : Angeles
- Eva Santolaria
- Miguel Ángel Valcárcel

## Trivia
- Juanvi, den ældste søn, blev spillet først af Daniel Guzmán og derefter af Borja Elgea.

- Fary truede med at forlade serien, hvis han ikke fik lønforhøjelse. Resultatet var, at hans karakter blev splittet mellem liv og død i serien, som en advarsel om, at serien kunne fortsætte uden ham.

- Serien fik en portugisisk remake, O Bairro da Fonte.[3]

## Eksterne links
- Reklame for Menudo es mi padre